# Medalha da Campanha Espanhola
A Medalha da Campanha Espanhola foi uma concedida pelas Forças Armadas dos Estados Unidos. Ela reconheceu os homens que serviram na Guerra Hispano-Americana. Apesar de uma única condecoração, havia duas versões da Medalha de Campanha Espanhola, uma para homens do exército e outra para as forças da Marinha e do Corpo de Fuzileiros Navais.